# Giao tranh Armenia–Azerbaijan tháng 7 năm 2020
Giao tranh Armenia–Azerbaijan năm 2020  bắt đầu vào ngày 12 tháng 7 năm 2020 giữa Lực lượng Vũ trang Armenia và Lực lượng Vũ trang Azerbaijan. Các cuộc đụng độ ban đầu xảy ra gần Movkes ở tỉnh Tavush của Armenia, và Ağdam ở quận Tovuz của Azerbaijan tại biên giới Armenia-Azerbaijan.
Các cuộc giao tranh được nối lại vào ngày 13 tháng 7 và đang diễn ra với cường độ khác nhau, dẫn đến ít nhất 16 thương vong về quân sự và một dân sự. Trong số các thương vong của quân đội Azerbaijan có một thiếu tướng, một thượng tá và hai thiếu tá. Chính phủ Armenia cũng báo cáo về cái chết của một thiếu tá, một đại úy và hai trung sĩ. Các cuộc giao tranh được tiến hành chủ yếu thông qua pháo binh và máy bay không người lái, không có bộ binh.

## Bối cảnh
Vấn đề chính của sự tranh chấp giữa các bên tham chiến là cuộc xung đột Nagorno-Karabakh đã leo thang chiến tranh giữa năm 1988 và 1994, giữa đa số người Armenia của Nagorno-Karabakh được Armenia hậu thuẫn và Cộng hòa Azerbaijan. Vào cuối cuộc chiến năm 1994, người Armenia đã kiểm soát hoàn toàn khu vực này (ngoại trừ Quận Goranboy), ngoài các khu vực của Azerbaijan nối liền khu vực với Armenia. Một lệnh ngừng bắn do Nga làm trung gian, Nghị định thư Bishkek, được ký vào tháng 5 năm 1994, nhưng nhiều cuộc đụng độ đã xảy ra kể từ đó, đáng chú ý nhất là cuộc đụng độ Nagorno-Karabakh năm 2016. Skifyishes cũng đã tràn qua biên giới nhà nước Armenia Armenia bên ngoài Nagorno-Karabakh, với các cuộc đụng độ biên giới năm 2012, 2014  và 2018  là nổi bật.
Quận Tovuz, nơi diễn ra những cuộc giao tranh chính, dối trá đối diện với Armenia của Tavush, trong vùng lãnh thổ Tây Bắc và biên giới của Azerbaijan, dọc theo các tuyến đường của đường sắt Baku-Tbilisi-Akhalkalaki-Kars, Baku-Tbilisi-Ceyhan đường ống dẫn dầu, Đường ống Nam Caucasus, và Hành lang khí phía Nam. South Gas Corridor là một cơ sở hạ tầng mang khí đốt tự nhiên từ Azerbaijan đến Thổ Nhĩ Kỳ và châu Âu qua Georgia, nằm cách thị trấn Tovuz 78 km về phía tây.

### Trích dẫn
1. ↑  Garib, Said. "Ermənilər Qazaxın Xanlıqlar kəndini atəşə tutub" (bằng tiếng Azerbaijan). Report Information Agency. Bản gốc lưu trữ ngày 14 tháng 7 năm 2020.
2. ↑  "ngày 17 tháng 7 năm 2020 10:05". mod.gov.az (bằng tiếng Anh). Azerbaijani Ministry of Defense. ngày 17 tháng 7 năm 2020. Bản gốc lưu trữ ngày 17 tháng 7 năm 2020. Truy cập ngày 17 tháng 7 năm 2020.
3. ↑  "Düşmən Naxçıvan istiqamətində də atəşkəs rejimini kobudcasına pozub". mod.gov.az (bằng tiếng Azerbaijan). Azerbaijan Ministry of Defence. ngày 13 tháng 7 năm 2020. Lưu trữ bản gốc ngày 13 tháng 7 năm 2020. Truy cập ngày 13 tháng 7 năm 2020.
4. ↑  "Азербайджанский генерал Гашимов погиб из-за обстрела Арменией". Moskovsky Komsomolets (bằng tiếng Nga). Truy cập ngày 20 tháng 7 năm 2020.
5. ↑  Stepanyan, Shushan (ngày 14 tháng 7 năm 2020). "Հայ-ադրբեջանական պետական սահմանագոտու հյուսիսարևելյան հատվածում հակառակորդի արձակած կրակից մահացու վիրավորում են ստացել զինծառայողներ մայոր Գարուշ Վեմիրի Համբարձումյանը և կապիտան Սոս Փայլակի Էլբակյանը:" (bằng tiếng Armenia). Bản gốc lưu trữ ngày 14 tháng 7 năm 2020. Truy cập ngày 14 tháng 7 năm 2020.
6. ↑  "ԵՎՍ 2 ԶԻՆԾԱՌԱՅՈՂ Է ԶՈՀՎԵԼ". Hraparak.am (bằng tiếng Armenia). ngày 14 tháng 7 năm 2020. Bản gốc lưu trữ ngày 14 tháng 7 năm 2020. Truy cập ngày 14 tháng 7 năm 2020.
7. ↑  "36 servicemen injured in July 12-16 on Armenian side: Investigative Committee". Lragir (bằng tiếng Anh). ngày 17 tháng 7 năm 2020. Lưu trữ bản gốc ngày 17 tháng 7 năm 2020. Truy cập ngày 17 tháng 7 năm 2020.
8. ↑  Shushan, Stepanyan (ngày 13 tháng 7 năm 2020). "Հակառակորդի կիրառած զենքերից սահմանին մարտական ծառայություն իրականացնող ոստիկաններից երկուսը պահակակետի տնակի մոտակայքում թեթև մարմնական վնասվածքներ են ստացել։". Facebook (bằng tiếng Armenia). Lưu trữ bản gốc ngày 13 tháng 7 năm 2020. Truy cập ngày 13 tháng 7 năm 2020.
9. ↑  "Chinari resident injured after Azerbaijani combat UAV's strike". Aysor.am (bằng tiếng Anh). ngày 16 tháng 7 năm 2020. Lưu trữ bản gốc ngày 16 tháng 7 năm 2020. Truy cập ngày 16 tháng 7 năm 2020.
10. 1 2  Stepanyan, Shushan (ngày 18 tháng 7 năm 2020). "After the fights, the Azerbaijani side is moving its wrecked armored vehicles". Facebook (bằng tiếng Anh). Lưu trữ bản gốc ngày 18 tháng 7 năm 2020. Truy cập ngày 18 tháng 7 năm 2020.
11. ↑  "Kərim Vəliyev: Düşmənin 100-ə qədər canlı qüvvəsi, çoxlu texnikası və mühüm obyektləri məhv edilib". AZƏRTAC (bằng tiếng Azerbaijan). Azerbaijan State News Agency. ngày 14 tháng 7 năm 2020. Bản gốc lưu trữ ngày 14 tháng 7 năm 2020. Truy cập ngày 14 tháng 7 năm 2020.
12. 1 2  "Tovuz rayonu istiqamətində döyüş əməliyyatları davam edir". mod.gov.az (bằng tiếng Azerbaijan). Azerbaijan Ministry of Defence. ngày 16 tháng 7 năm 2020. Lưu trữ bản gốc ngày 16 tháng 7 năm 2020. Truy cập ngày 16 tháng 7 năm 2020.
13. 1 2 3  "Düşmənin bir neçə hərbi obyekti və texnikası darmadağın edilib - VİDEO". mod.gov.az (bằng tiếng Azerbaijan). Azerbaijan Ministry of Defence. ngày 12 tháng 7 năm 2020. Bản gốc lưu trữ ngày 13 tháng 7 năm 2020.
14. ↑  "MN: Düşmənə məxsus PUA vurulub və artilleriya qurğusu döyüş heyəti ilə birlikdə məhv edilib". REAL TV (bằng tiếng Azerbaijan). ngày 14 tháng 7 năm 2020. Bản gốc lưu trữ ngày 14 tháng 7 năm 2020. Truy cập ngày 14 tháng 7 năm 2020.
15. ↑  "MN: Ermənistana məxsus PUA məhv edildi" (bằng tiếng Azerbaijan). Report Information Agency. ngày 16 tháng 7 năm 2020. Lưu trữ bản gốc ngày 16 tháng 7 năm 2020. Truy cập ngày 16 tháng 7 năm 2020.
16. ↑  "Ermənistana məxsus iki ədəd taktiki PUA məhv edilib" (bằng tiếng Azerbaijan). Ministry of Defence of Azerbaijan. ngày 21 tháng 7 năm 2020. Truy cập ngày 21 tháng 7 năm 2020.
17. ↑  "Düşmənin döyüş texnikası məhv edilib – VİDEO". mod.gov.az (bằng tiếng Azerbaijan). Azerbaijani Ministry of Defence. ngày 14 tháng 7 năm 2020. Bản gốc lưu trữ ngày 14 tháng 7 năm 2020. Truy cập ngày 14 tháng 7 năm 2020.
18. ↑  "Enemy's military vehicle was destroyed by the accurate fire of our units – VIDEO". mod.gov.az (bằng tiếng Anh). Azerbaijani Ministry of Defence. ngày 15 tháng 7 năm 2020. Lưu trữ bản gốc ngày 16 tháng 7 năm 2020. Truy cập ngày 15 tháng 7 năm 2020.
19. ↑  Demourian, Avet (ngày 17 tháng 7 năm 2020). "Border fight heats up in South Caucasus". Arkansas Democrat-Gazette. Truy cập ngày 17 tháng 7 năm 2020.
20. ↑  "Azərbaycan Respublikası Baş Prokurorluğunun Mətbuat xidmətinin M Ə L U M A T I". genprosecutor.gov.az (bằng tiếng Azerbaijan). Prosecutor General's Office of the Republic of Azerbaijan. ngày 15 tháng 7 năm 2020. Bản gốc lưu trữ ngày 15 tháng 7 năm 2020. Truy cập ngày 15 tháng 7 năm 2020.
21. ↑  "Azerbaijani General, 15 Others Killed In Azerbaijan-Armenia Border Clash" (bằng tiếng Anh). Eurasian Times. ngày 15 tháng 7 năm 2020. Lưu trữ bản gốc ngày 17 tháng 7 năm 2020. Truy cập ngày 17 tháng 7 năm 2020.
22. ↑  "Այս պահին հակառակորդի 11 զոհի մասին է հայտնի, սակայն այդ թիվը կարող է փոխվել. Արծրուն Հովհաննիսյան" (bằng tiếng Armenia). Armtimes. ngày 15 tháng 7 năm 2020. Bản gốc lưu trữ ngày 15 tháng 7 năm 2020.
23. ↑  "Հովհաննիսյան. Միայն մեկ հատվածից այսօր ադրբեջանական կողմը դուրս է բերել իր զինվորների 10 դի". Azatutyun (bằng tiếng Armenia). Radio Free Europe/Radio Liberty. ngày 16 tháng 7 năm 2020. Lưu trữ bản gốc ngày 16 tháng 7 năm 2020. Truy cập ngày 16 tháng 7 năm 2020.
24. ↑  Stepanyan, Shushan (ngày 15 tháng 7 năm 2020). "Ընդհանուր առմամբ ՀՀ ԶՈՒ ՀՕՊ ստորաբաժանումները խոցել են հակառակորդի 13 ԱԹՍ, որոնցից 10-ը՝ հարվածային, 3-ը՝ հետախուզական:". Facebook (bằng tiếng Armenia). Lưu trữ bản gốc ngày 15 tháng 7 năm 2020. Truy cập ngày 15 tháng 7 năm 2020.
25. ↑  "Отголоски боев в Тавуше – российские армяне дают отпор дезинформации в Instagram". Sputnik Armenia (bằng tiếng Nga). Sputnik. ngày 17 tháng 7 năm 2020. Lưu trữ bản gốc ngày 18 tháng 7 năm 2020. Truy cập ngày 18 tháng 7 năm 2020.
26. ↑  "Бои в Товузе: противнику нанесен серьезный урон". Sputnik Azerbaijan (bằng tiếng Nga). Sputnik. ngày 14 tháng 7 năm 2020. Lưu trữ bản gốc ngày 18 tháng 7 năm 2020. Truy cập ngày 18 tháng 7 năm 2020.
27. ↑  "Մովսես գյուղում ադրբեջանական կողմից կրակոցներն արձակվում են գյուղին շատ մոտ հեռավորությամբ․ ՄԻՊ". CivilNet (bằng tiếng Armenia). Civilitas Foundation. ngày 12 tháng 7 năm 2020. Bản gốc lưu trữ ngày 12 tháng 7 năm 2020. Truy cập ngày 12 tháng 7 năm 2020.
28. ↑  "Ermənistan silahlı qüvvələrinin bölmələri Tovuz istiqamətində təxribat törədib". mod.gov.az (bằng tiếng Azerbaijan). Azerbaijan Ministry of Defence. ngày 12 tháng 7 năm 2020. Bản gốc lưu trữ ngày 12 tháng 7 năm 2020. Truy cập ngày 12 tháng 7 năm 2020.
29. ↑  "Fierce fighting in the direction of Tovuz region is continuing". mod.gov.az (bằng tiếng Anh). Ministry of Defence of Azerbaijan. ngày 14 tháng 7 năm 2020. Bản gốc lưu trữ ngày 14 tháng 7 năm 2020. Truy cập ngày 14 tháng 7 năm 2020.
30. ↑  "Azerbaijan general among troops killed in Armenia border clash". BBC News. ngày 14 tháng 7 năm 2020. Lưu trữ bản gốc ngày 18 tháng 7 năm 2020. Truy cập ngày 18 tháng 7 năm 2020.
31. ↑  "Not only between Tovuz and Tavush" (bằng tiếng Anh). Turan Information Agency. ngày 15 tháng 7 năm 2020. Lưu trữ bản gốc ngày 19 tháng 7 năm 2020. Truy cập ngày 19 tháng 7 năm 2020.
32. ↑  Yamskov, A. N. (1991). "Нагорный Карабах: Анализ причин и путей решения межнационального конфликта»". Национальные процессы в СССР (bằng tiếng Nga). Moscow: Nauka.
33. ↑  Hakobyan, Tatul (2008). 'Կանաչ ու Սև: Արցախյան օրագիր [Green and Black: An Artsakh Diary] (bằng tiếng Armenia). Yerevan-Stepanakert: Heghinakayin Publishing. tr. 506–08.
34. ↑  "Serious Escalation In Armenia-Azerbaijan Violence Greets Clinton" (bằng tiếng Anh). EurasiaNet.org. ngày 5 tháng 6 năm 2012. Lưu trữ bản gốc ngày 17 tháng 7 năm 2020. Truy cập ngày 17 tháng 7 năm 2020.
35. ↑  Khojoyan, Sara; Agayev, Zulfugar (ngày 1 tháng 8 năm 2014). "Azerbaijan-Armenia Border Skirmishes Turn Deadliest in 20 Years" (bằng tiếng Anh). Bloomberg News. Lưu trữ bản gốc ngày 7 tháng 3 năm 2016. Truy cập ngày 17 tháng 7 năm 2020.
36. ↑  Kucera, Joshua (ngày 30 tháng 5 năm 2018). "Azerbaijani military advances on tense Nakhchivan-Armenia border". EurasiaNet.org (bằng tiếng Anh). Bản gốc lưu trữ ngày 12 tháng 6 năm 2018. Truy cập ngày 17 tháng 7 năm 2020.
37. 1 2  Mehdiyev, Mushvig (ngày 15 tháng 7 năm 2020). "Armenia's Recent Attack On Azerbaijan Pursues Insidious Motives". Caspian News (bằng tiếng Anh). Lưu trữ bản gốc ngày 18 tháng 7 năm 2020. Truy cập ngày 17 tháng 7 năm 2020.
38. ↑  Karagül, İbrahim (ngày 17 tháng 7 năm 2020). "Armenia's Recent Attack On Azerbaijan Pursues Insidious Motives". Yeni Şafak (bằng tiếng Anh). Lưu trữ bản gốc ngày 18 tháng 7 năm 2020. Truy cập ngày 17 tháng 7 năm 2020.
39. ↑  Jaffe-Hoffman, Maayan (ngày 17 tháng 7 năm 2020). "Did coronavirus cause the most recent Azerbaijan-Armenia escalation?". The Jerusalem Post (bằng tiếng Anh). Lưu trữ bản gốc ngày 18 tháng 7 năm 2020. Truy cập ngày 18 tháng 7 năm 2020.
40. ↑  Jones, Darian (ngày 16 tháng 7 năm 2020). "Azerbaijan-Armenia Clashes Highlight Turkey-Russia Rift". Voice of America (bằng tiếng Anh). Lưu trữ bản gốc ngày 18 tháng 7 năm 2020. Truy cập ngày 17 tháng 7 năm 2020.